# Molophilus filistylus
Molophilus filistylus är en tvåvingeart som beskrevs av Alexander 1927. Molophilus filistylus ingår i släktet Molophilus och familjen småharkrankar. Inga underarter finns listade i Catalogue of Life.